# Anthurium rimbachii
Anthurium rimbachii är en kallaväxtart som beskrevs av Luis Aloysius, Luigi Sodiro. Anthurium rimbachii ingår i släktet Anthurium och familjen kallaväxter. Inga underarter finns listade.